# Orthotrichum sharpii
Orthotrichum sharpii är en bladmossart som beskrevs av H. Robinson 1964. Orthotrichum sharpii ingår i släktet hättemossor, och familjen Orthotrichaceae. Inga underarter finns listade i Catalogue of Life.